# Élections cantonales de 1874 dans la Mayenne
Les élections cantonales françaises de 1874 ont lieu les 4 et 11 octobre 1874.

## Résultats pour le conseil général

### Arrondissement de Laval

#### Canton d'Argentré
|                      | Henri Foucault de Vauguyon père * | Ex. Bonap., Droite | 1 249 |  |  |  |
|                      |                                   |                    |       |  |  |  |
| Inscrits             | Inscrits                          | Inscrits           | 2312  |  |  |  |
| Votants              | Votants                           | Votants            | 1279  |  |  |  |
| Exprimés             |                                   |                    |       |  |  |  |
| * Conseiller sortant |                                   |                    |       |  |  |  |

#### Canton d'Evron
|                      | Pierre-Albert Janin * | Républicain modéré | 1 608 |  |  |  |
|                      | de Tressan            | Légitimiste        | 789   |  |  |  |
|                      |                       |                    |       |  |  |  |
| Inscrits             | Inscrits              | Inscrits           | 3593  |  |  |  |
| Votants              | Votants               | Votants            | 2500  |  |  |  |
| Exprimés             |                       |                    |       |  |  |  |
| * Conseiller sortant |                       |                    |       |  |  |  |

#### Canton de Meslay-du-Maine
| Camille Lemonnier de Lorière * | Légitimiste | 2 045    |      |  |  |  |
|                                |             |          |      |  |  |  |
| Inscrits                       | Inscrits    | Inscrits | 3113 |  |  |  |
| Votants                        | Votants     | Votants  | 2118 |  |  |  |
| Exprimés                       |             |          |      |  |  |  |
| * Conseiller sortant           |             |          |      |  |  |  |

#### Canton de Montsûrs
|                      | Charles Théophile de Plazanet | Légitimiste | 1 054 |  |  |  |
|                      |                               |             |       |  |  |  |
| Inscrits             | Inscrits                      | Inscrits    | 1932  |  |  |  |
| Votants              | Votants                       | Votants     | 1095  |  |  |  |
| Exprimés             |                               |             |       |  |  |  |
| * Conseiller sortant |                               |             |       |  |  |  |

#### Canton de Sainte-Suzanne
|                      | Antonin Prévost | Légitimiste | 1368 |  |  |  |
|                      |                 |             |      |  |  |  |
| Inscrits             | Inscrits        | Inscrits    | 2459 |  |  |  |
| Votants              | Votants         | Votants     | 1421 |  |  |  |
| Exprimés             |                 |             |      |  |  |  |
| * Conseiller sortant |                 |             |      |  |  |  |

### Arrondissement de Château-Gontier

#### Canton de Bierné
|                      | Louis-Hyacinthe de Quatrebarbes * | Légitimiste | 1469 |  |  |  |
|                      |                                   |             |      |  |  |  |
| Inscrits             | Inscrits                          | Inscrits    | 2329 |  |  |  |
| Votants              | Votants                           | Votants     | 1586 |  |  |  |
| Exprimés             |                                   |             |      |  |  |  |
| * Conseiller sortant |                                   |             |      |  |  |  |

#### Canton de Château-Gontier
|                      | Alexandre-Jean Fournier * | Rép. cons. | 3211 |  |  |  |
|                      |                           |            |      |  |  |  |
| Inscrits             | Inscrits                  | Inscrits   | 5261 |  |  |  |
| Votants              | Votants                   | Votants    | 3384 |  |  |  |
| Exprimés             |                           |            |      |  |  |  |
| * Conseiller sortant |                           |            |      |  |  |  |

#### Canton de Grez-en-Bouère
|                      | Ernest Le Lasseux * | Ex. Bonap., Droite | 1771 |  |  |  |
|                      |                     |                    |      |  |  |  |
| Inscrits             | Inscrits            | Inscrits           | 2951 |  |  |  |
| Votants              | Votants             | Votants            | 1895 |  |  |  |
| Exprimés             |                     |                    |      |  |  |  |
| * Conseiller sortant |                     |                    |      |  |  |  |

### Arrondissement de Mayenne

#### Canton de Bais
|                      | Jules Roussel * | Ex. Bonap, Centre droit | 1 983 |  |  |  |
|                      |                 |                         |       |  |  |  |
| Inscrits             | Inscrits        | Inscrits                | 3832  |  |  |  |
| Votants              | Votants         | Votants                 | 2061  |  |  |  |
| Exprimés             |                 |                         |       |  |  |  |
| * Conseiller sortant |                 |                         |       |  |  |  |

#### Canton de Couptrain
|                       | Lucien Chaulin-Servinière | Républicain modéré      | 1051 |  |  |  |
|                       | Paul Romaigne-Moricière * | Ex. Bonap, Centre droit | 972  |  |  |  |
|                       |                           |                         |      |  |  |  |
| Inscrits              | Inscrits                  | Inscrits                | 3228 |  |  |  |
| Votants               | Votants                   | Votants                 | 2023 |  |  |  |
| Exprimés              |                           |                         |      |  |  |  |
| * Conseiller sortant. |                           |                         |      |  |  |  |

#### Canton du Horps
|                      | Paul Boudet * | Ex. Bonap, Centre droit | 1344 |  |  |  |
|                      |               |                         |      |  |  |  |
| Inscrits             | Inscrits      | Inscrits                | 2498 |  |  |  |
| Votants              | Votants       | Votants                 | 1410 |  |  |  |
| Exprimés             |               |                         |      |  |  |  |
| * Conseiller sortant |               |                         |      |  |  |  |

#### Canton de Lassay-les-Châteaux
|                      | Auguste-François Le Marchant * | Ex. Bonap., Droite | 1389 |  |  |  |
|                      |                                |                    |      |  |  |  |
| Inscrits             | Inscrits                       | Inscrits           | 2195 |  |  |  |
| Votants              | Votants                        | Votants            | 1420 |  |  |  |
| Exprimés             |                                |                    |      |  |  |  |
| * Conseiller sortant |                                |                    |      |  |  |  |

#### Canton de Pré-en-Pail
|                      | Amédée Fichet * | Républicain modéré | 1883 |  |  |  |
|                      | Peschard        | Légitimiste        | 377  |  |  |  |
|                      |                 |                    |      |  |  |  |
| Inscrits             | Inscrits        | Inscrits           | 2992 |  |  |  |
| Votants              | Votants         | Votants            | 2269 |  |  |  |
| Exprimés             |                 |                    |      |  |  |  |
| * Conseiller sortant |                 |                    |      |  |  |  |

#### Canton de Villaines-la-Juhel
|                      | Vital Bruneau père * | Gauche républicaine | 2067 |  |  |  |
|                      |                      |                     |      |  |  |  |
| Inscrits             | Inscrits             | Inscrits            | 3491 |  |  |  |
| Votants              | Votants              | Votants             | 2084 |  |  |  |
| Exprimés             |                      |                     |      |  |  |  |
| * Conseiller sortant |                      |                     |      |  |  |  |

## Élection partielle durant le mandat
Il y a eu plusieurs élections partielles durant ce mandat à la suite du décès de Pierre-Albert Janin, d'Ernest Le Lasseux, de Louis-Hyacinthe de Quatrebarbes, de Paul Boudet et de Jules Roussel.
| Candidat et parti politique | Candidat et parti politique | Candidat et parti politique | Premier tour | Premier tour | Second tour | Second tour |  |
| Candidat et parti politique | Candidat et parti politique | Candidat et parti politique | Voix         | %            | Voix        | %           |  |
| --------------------------- | --------------------------- | --------------------------- | ------------ | ------------ | ----------- | ----------- |  |
|                             | Auguste Davoust             | Rép. cons.                  | 1 799        |              |             |             |  |
|                             | Chagnolleau                 |                             | 816          |              |             |             |  |
|                             |                             |                             |              |              |             |             |  |
| Inscrits                    | Inscrits                    | Inscrits                    | 4012         |              |             |             |  |
| Abstentions                 | Abstentions                 | Abstentions                 | 2623         |              |             |             |  |
| Votants                     |                             |                             |              |              |             |             |  |
| Blancs et nuls              |                             |                             |              |              |             |             |  |
| Exprimés                    |                             |                             |              |              |             |             |  |

| Candidat et parti politique | Candidat et parti politique | Candidat et parti politique | Premier tour | Premier tour | Second tour | Second tour |  |
| Candidat et parti politique | Candidat et parti politique | Candidat et parti politique | Voix         | %            | Voix        | %           |  |
| --------------------------- | --------------------------- | --------------------------- | ------------ | ------------ | ----------- | ----------- |  |
|                             | Edmond Lucien Leblanc *     | Légitimiste                 | 1062         |              |             |             |  |
|                             | Davoust                     | Rép. cons.                  | 714          |              |             |             |  |
|                             |                             |                             |              |              |             |             |  |
| Inscrits                    |                             |                             |              |              |             |             |  |
| Abstentions                 |                             |                             |              |              |             |             |  |
| Votants                     |                             |                             |              |              |             |             |  |
| Blancs et nuls              |                             |                             |              |              |             |             |  |
| Exprimés                    |                             |                             |              |              |             |             |  |

| Candidat et parti politique | Candidat et parti politique | Candidat et parti politique | Premier tour | Premier tour | Second tour | Second tour |
| Candidat et parti politique | Candidat et parti politique | Candidat et parti politique | Voix         | %            | Voix        | %           |
| --------------------------- | --------------------------- | --------------------------- | ------------ | ------------ | ----------- | ----------- |
|                             | Edmond Gerbault             | Rép. cons.                  | 1879         |              |             |             |
|                             |                             |                             |              |              |             |             |
| Inscrits                    |                             |                             |              |              |             |             |
| Abstentions                 |                             |                             |              |              |             |             |
| Votants                     |                             |                             |              |              |             |             |
| Blancs et nuls              |                             |                             |              |              |             |             |
| Exprimés                    |                             |                             |              |              |             |             |

| Candidat et parti politique | Candidat et parti politique | Candidat et parti politique | Premier tour | Premier tour | Second tour | Second tour |
| Candidat et parti politique | Candidat et parti politique | Candidat et parti politique | Voix         | %            | Voix        | %           |
| --------------------------- | --------------------------- | --------------------------- | ------------ | ------------ | ----------- | ----------- |
|                             | Dr Joseph Godivier *        | Républicain modéré          | 1431         |              |             |             |
|                             | de la Valette               | Légitimiste                 | 938          |              |             |             |
|                             |                             |                             |              |              |             |             |
| Inscrits                    |                             |                             |              |              |             |             |
| Abstentions                 |                             |                             |              |              |             |             |
| Votants                     |                             |                             |              |              |             |             |
| Blancs et nuls              |                             |                             |              |              |             |             |
| Exprimés                    |                             |                             |              |              |             |             |

| Candidat et parti politique | Candidat et parti politique | Candidat et parti politique | Premier tour | Premier tour | Second tour | Second tour |
| Candidat et parti politique | Candidat et parti politique | Candidat et parti politique | Voix         | %            | Voix        | %           |
| --------------------------- | --------------------------- | --------------------------- | ------------ | ------------ | ----------- | ----------- |
|                             | Louis-Marie de Quatrebarbes | Légitimiste                 | 1192         |              |             |             |
|                             | Dr Abaffour                 | Rép. cons.                  | 642          |              |             |             |
|                             |                             |                             |              |              |             |             |
| Inscrits                    | Inscrits                    | Inscrits                    | 2434         |              |             |             |
| Abstentions                 | Abstentions                 | Abstentions                 | 1834         |              |             |             |
| Votants                     |                             |                             |              |              |             |             |
| Blancs et nuls              |                             |                             |              |              |             |             |
| Exprimés                    |                             |                             |              |              |             |             |

## Sources
- L'Indépendant de l'Ouest, 5 octobre 1874